# Strage di Birmingham
La strage di Birmingham, in Alabama, fu causata da un attentato che causò la morte di quattro bambine il 15 settembre 1963 organizzato da un gruppo terrorista di suprematisti bianchi formato da quattro membri del Ku Klux Klan che posizionarono una bomba a orologeria nelle vicinanze di una chiesa frequentata dalla comunità afroamericana. Lo sdegno per l'attentato portò a un punto di svolta negli Stati Uniti nel periodo del movimento per i diritti civili degli afroamericani e contribuì a sostenere l'approvazione del Civil Rights Act del 1964 da parte del Congresso degli Stati Uniti.

## Storia
(New York Times)
La notte del 14 settembre quattro membri del gruppo terrorista noto come Ku Klux Klan si recarono davanti a una chiesa e si introdussero nella cripta depositandovi una bomba a orologeria con dei candelotti di dinamite programmata per la mattina successiva alle 10.30, in maniera che esplodesse durante la funzione religiosa; all'orario programmato la bomba esplose causando la morte di quattro bambine (dagli 11 ai 14 anni) e 22 feriti. Questo fece scatenare lo scontro tra razzisti e integrazionisti e il governatore dell'Alabama, George Wallace, per arginare le manifestazioni di protesta chiamò la guardia nazionale schierandola all'ingresso delle scuole per neri. Nei pressi del paese si radunarono un migliaio di esponenti del Ku Klux Klan che diede fuoco ad alcune grandi croci.
Sebbene le indagini condotte dall'FBI conclusero nel 1965 che l'attentato era stato commesso da quattro membri del KKK (Thomas Edwin Blanton Jr., Herman Frank Cash, Robert Edward Chambliss e Bobby Frank Cherry), questi non furono perseguiti fino al 1977, quando Robert Chambliss fu processato e condannato per l'omicidio di primo grado di una delle vittime, l'undicenne Carol Denise McNair. Nell'ambito di uno sforzo di rilancio da parte dei singoli Stati e del governo federale per perseguire i casi irrisolti dell'era dei diritti civili, lo stato dell'Alabama processò poi sia Blanton Jr. che Cherry che vennero condannati all'ergastolo rispettivamente nel 2001 e 2002, mentre Herman Cash era già morto nel 1994 senza essere mai stato accusato di nulla.

## Vittime
- Addie Mae Collins (14 anni)
- Cynthia Wesley (14 anni)
- Carole Robertson (14 anni)
- Carol Denise McNair (11 anni)

## Influenza culturale

### Cinema
- 4 Little Girls: film documentario del 1997 diretto da Spike Lee

### Musica
- Alabama: brano musicale di John Coltrane
- Birmingham Sunday brano musicale di Joan Baez

### Televisione
- Sins of the Father: film del 2002 diretto da Robert Dornhelm